# Освајачи олимпијских медаља у атлетици — 3.000 метара екипно за мушкарце
Освајачи олимпијских медаља у атлетици за мушкарце у дисциплини 3000 метара екипно, која је на програму игара била само три пута, приказани су у следећој табели. Екипе су се састојале од пет такмичара 1912, 1920, а 1924. од шест. Бодовала су се по тројица најбољих из сваке екипе. Број освојеног места је доносио исто толики број бодова. Најбоља екипа је била она која је имала најмањи збир бодова. 
| Дисциплина             | | Резултат   | | Резултат   | | Резултат     |
| Стокхолм 1912. детаљи  | САД 1° Тел Берна 8:44,6 3° Тејблер 8:45,2 5° Џорџ Бонаг 8:46,6 Ејбел Кивијат- Хенри Скот -           | 1+3+5 = 9  | Шведска · 2° Торилд Олсон 8:44,6 · 4° Ернст Виде 8:46,2 · 7° Брор Фок 8:47,2 · Џон Зендер 8:48,9 (10) · Фрикберг 8:49,0 (11)       | 2+4+7 =13  | Уједињено Краљевство · 6° Кортил 8:46,8 · 8° Џорџ Хатсон 8:47,2 · 9° Сирил Портер 8:48,0 · Едвард Овен - · Вилијам Мур - | 6+8+9 =23    |
| Антверпен 1920. детаљи | САД 1° Хорас Браун 3° Арли Шарт 6° Ајван Дресер Лоренс Шилдс Мајкл Девејни                           | 1+3+6 = 10 | Уједињено Краљевство · 5° Чарлс Блуит · 7° Алберт Хил · 9° Вилијам Сигроув · Данкан Макфи · Перси Хоџ                              | 5+7+9 = 21 | SWE} 2° Ерик Бакман 13° Свен Линдгрен 15° Едвард Виде Јосеф Холснер Џон Зандер                                           | 2+13+15 = 30 |
| Париз 1924. детаљи     | Финска · 1° Паво Нурми · 2° Виле Ритола · 5° Елијас Кац · Еино Сепала · Фреј Ливендал · Самуел Талја | 1+2+5 = 8  | Уједињено Краљевство · 3° Бернард Макдоналд · 4° Harry Johnston · 7° George Webber · Артур Кларк · Волтер Портер · Wiliam Seagrove | 3+4+7 = 14 | САД 6° Едвард Керби 8° Вилијам Кокс 11° Вилард Тибетс Џејмс Коколи Џозеф Реј Лио Лариви                                  | 6+8+11 = 25  |